# Аялу
Аялу — вулкан в регіоні Афар, в Ефіопії.
Аялу — стратовулкан, висотою 2145 м, розташований в 240 км на північний схід від Аддис-Абеби. Складений ріолітами. Виник в результаті викиду ігнімбритів вулкану Адва. Можливо вибухове виверження було в 1928 р.
На західних схилах вулкану розташовані гарячі джерела.

## Ресурси Інтернету
- Volcano Live — John Search [Архівовано 3 березня 2015 у Wayback Machine.]
- Volcano World — Університет штату Орегон
- Volcanodb.com [Архівовано 23 жовтня 2014 у Wayback Machine.]
- Mountain-Forecast.com [Архівовано 18 жовтня 2014 у Wayback Machine.]

## Виноски
1. ↑  Вулкан Аялу. Global Volcanism Program. Смітсонівський інститут. Процитовано 22 липня 2012. (англ.)